# 虎都鐵木祿
虎都铁木禄（？—？）元朝官员。合鲁氏。铁迈赤之子，塔海的叔叔。

## 汉名
虎都铁木禄爱读书，与学士大夫们游玩时被起字汉卿。元仁宗曾经和人说过：“虎都铁木禄字汉卿，汉名卿不让也，汝等以汉卿名之宜矣。”因此人们叫他汉卿。虎都铁木禄母亲姓刘，因此他也被称为刘汉卿。

## 生平
至元十一年（1274年），跟随丞相伯颜渡江。南宋灭亡，他到宋朝宫室看护藏品。谕下明、越等州，他跟从平章奥鲁入觐忽必烈，被授忠显校慰总把，后转为昭信校尉。至元二十二年（1285年），授奉训大夫，荆湖占城等处行中书省理问官。荆湖占城后来改名荆湖，最后又改名湖广。一次上军事奏章阐明观点被忽必烈表扬，说：“辞简意明，令人乐于听受，昔以其兄阿里警敏捷给，令侍左右，斯人顾不胜耶？”命令都护脱因纳记录下来。平章政事程鹏飞建议征日本，推荐他为征东省郎中。忽必烈采纳了，说：“鹏飞南士也，犹知其能。姑听之，候还，朕自录任。”征东省撤消时虎都鐵木祿回京，丞相阿里海牙因为湖广行省机密事重，除了汉卿无可用之人，派郎中岳洛也奴奏请留用并成功。至元二十三年（1286年），跟随皇子镇南王征交趾。回来到湖广省（鄂）时，见权臣作威作福，便愤而回家。至元二十八年（1291年），皇帝诏令太傅、右丞相顺德王答剌罕擒湖广省权奸，并出任湖广行中书省平章政事，答剌罕询问资深人士谁为能人，大家都推荐刘汉卿，答剌罕遣使到南阳家居带刘汉卿到武昌，并奏请京师，世祖大加称赞，升汉卿为给事中。第二年,提刑按察司改肃政廉访司,台臣奏请授汉卿为奉议大夫、广西海北道副使。临赴任时，辞职，仍任原职。既而湖广行省平章政事刘国杰奏请讨伐交趾，造战船五百于广东。 皇帝说：“此重事也，须才干臣乃济用。”派汉卿督造。敕曰：“汝还，当显汝于众。”刘汉卿磕头拜谢。事情办好时候，忽必烈驾崩。中央调汉卿为福建行省郎中、朝列大夫、汉阳监府、中顺大夫、湖南宣慰副使。
侗族酋长岑雄叛乱，汉卿奉诏去宣读皇上圣谕，侗族帖服，因此被改任太中大夫、河南行中书省郎中，又改为通议大夫、 同佥枢密院事，拜礼部尚书。大臣奏请核实江南民田，汉卿奉诏巡使江西，认为田亩数额已有旧数，再改扰民，因而置新核田亩数额于不顾，只奏茶课和漕运而设局十七所，以七品印章敕授局官五十一员，增中统课缗五十万。
汉卿转任正议大夫、兵部尚书。不久命为中奉大夫、荆湖北道宣慰使，但未赴任而仍留京。延祐三年（1316年），浙东日本商船贸易中发生暴乱，大臣奏遣汉卿为闽、浙宣慰使，安抚军民。当地因此社会稳定。

## 延伸阅读
[在维基数据编辑]
 《新元史/卷129》，出自柯劭忞《新元史》